# オルガニスト

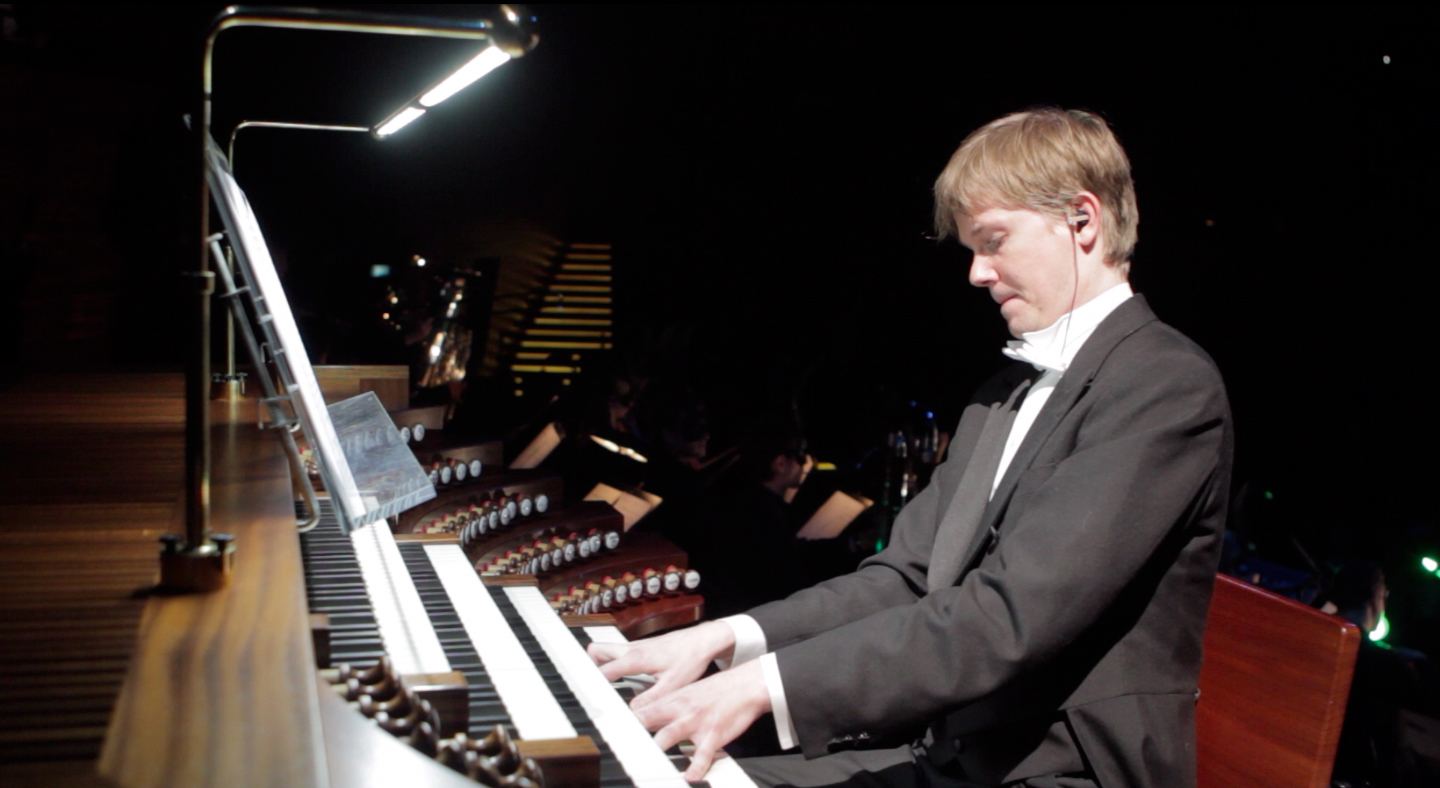
オルガニスト

オルガニスト（organist）とは、オルガンの演奏家のことを言う。クラシック音楽の場合には主にパイプオルガンを対象とし、ポピュラー音楽の場合は電子オルガンを対象とする。ここでは多様性確保のため、ロックやソウル、ジャズなどのポピュラー音楽・大衆音楽と、芸術音楽の双方のオルガニストについて記述する。

## 概要
オルガニストは多くの場合、教会でのミサあるいは礼拝の伴奏を担当することを主な仕事とする。また演奏会を多く受け持ついわゆるコンサート・オルガニストも多い。特にカトリックのミサやプロテスタントの礼拝では即興演奏をする場面も多く、そのため多くのオルガニストは優れた即興技術を身につけているほか、名のある教会のオルガニストに選ばれるためには既存のレパートリーをこなすだけでなくこのような即興技術も問われることになる。

## 現代の著名なオルガニストの一覧
ラスト・ネームの五十音順に並んでいる。クラシック音楽の演奏家一覧#オルガン奏者も参照。       
あ行
- 青田絹江
- 石丸由佳
- ジャン・アラン
- マリー＝クレール・アラン
- ヘルムート・ヴァルヒャ
- シャルル＝マリー・ヴィドール
- ベイビー・フェイス・ウィレット（オルガン・ジャズ）
- スティーヴ・ウィンウッド（ロック）
- 上原ひろみ（ジャズ）
- エリザベート・ウルマン
- スプーナー・オールダム（ソウル）

か行
- カルロ・カーリー
- ダグ・カーン
- 加藤麻衣子
- ロレンツォ・ギエルミ  (Lorenzo Ghielmi)  (it)
- デイヴ・グリーンスレイド（コロシアム、グリーンスレイド）
- アル・クーパー
- ピート・ケー
- ヨス・ファン・デル・コーイ
- 小糸恵
- ピエール・コシュロー
- トン・コープマン

さ行
- カール・シュトラウベ
- ブッカー・T・ジョーンズ
- エルトン・ジョン
- ジミー・スミス （オルガン・ジャズ）
- ロニー・スミス

た行
- ヘルベルト・タヘツィ
- 敦賀明子
- マルセル・デュプレ
- モーリス・デュリュフレ
- ジャンヌ・ドゥメッシュー（ドゥメシュ）
- ビル・ドゲット

は行
- ダニー・ハサウェイ
- ビッグ・ジョン・パットン
- トニー・バンクス
- マシュー・フィッシャー（プロコル・ハルム）
- ポール・フォーシェ
- ヴァージル・フォックス
- 福本茉莉
- アラン・プライス （元アニマルズ）
- サイモン・プレストン
- ケン・ヘンズレー （ユーライア・ヒープ）
- リチャード・グルーブ・ホルムズ

ま行
- ブラザー・ジャック・マクダフ
- トミー・マーズ
- ジミー・マクグリフ
- アンドレ・マルシャル
- マイケル・マレイ
- オリヴィエ・メシアン
- ヨーゼフ・メスナー

や行
- ジャン・ユレ

ら行
- カール・リヒター
- ジョン・ロード（ディープ・パープル）